# Pruszcz (gromada w powiecie świeckim)
Pruszcz – dawna gromada, czyli najmniejsza jednostka podziału terytorialnego Polskiej Rzeczypospolitej Ludowej w latach 1954–1972.
Gromady, z gromadzkimi radami narodowymi (GRN) jako organami władzy najniższego stopnia na wsi, funkcjonowały od reformy reorganizującej administrację wiejską przeprowadzonej jesienią 1954 do momentu ich zniesienia z dniem 1 stycznia 1973, tym samym wypierając organizację gminną w latach 1954–1972.
Gromadę Pruszcz z siedzibą GRN w Pruszczu utworzono – jako jedną z 8759 gromad na obszarze Polski – w powiecie świeckim w woj. bydgoskim, na mocy uchwały nr 24/12 WRN w Bydgoszczy z dnia 5 października 1954. W skład jednostki weszły obszary dotychczasowych gromad Pruszcz, Bagniewo, Bagniewko, Gołuszyce, Wałdowo i Łowin oraz miejscowość Luszkówko z dotychczasowej gromady Luszkowo ze zniesionej gminy Pruszcz w powiecie świeckim, a także obszar dotychczasowej gromady Mirowice ze zniesionej gminy Dobrcz w powiecie bydgoskim w tymże województwie. Dla gromady ustalono 25 członków gromadzkiej rady narodowej.
31 grudnia 1959 do gromady Pruszcz włączono obszar zniesionej gromady Niewieścin w tymże powiecie oraz wieś Łaszewo ze znoszonej gromady Korytowo w tymże powiecie.
Gromada przetrwała do końca 1972 roku, czyli do kolejnej reformy gminnej. 1 stycznia 1973 w powiecie świeckim reaktywowano gminę Pruszcz.